# Gas
För andra betydelser, se Gas (olika betydelser).

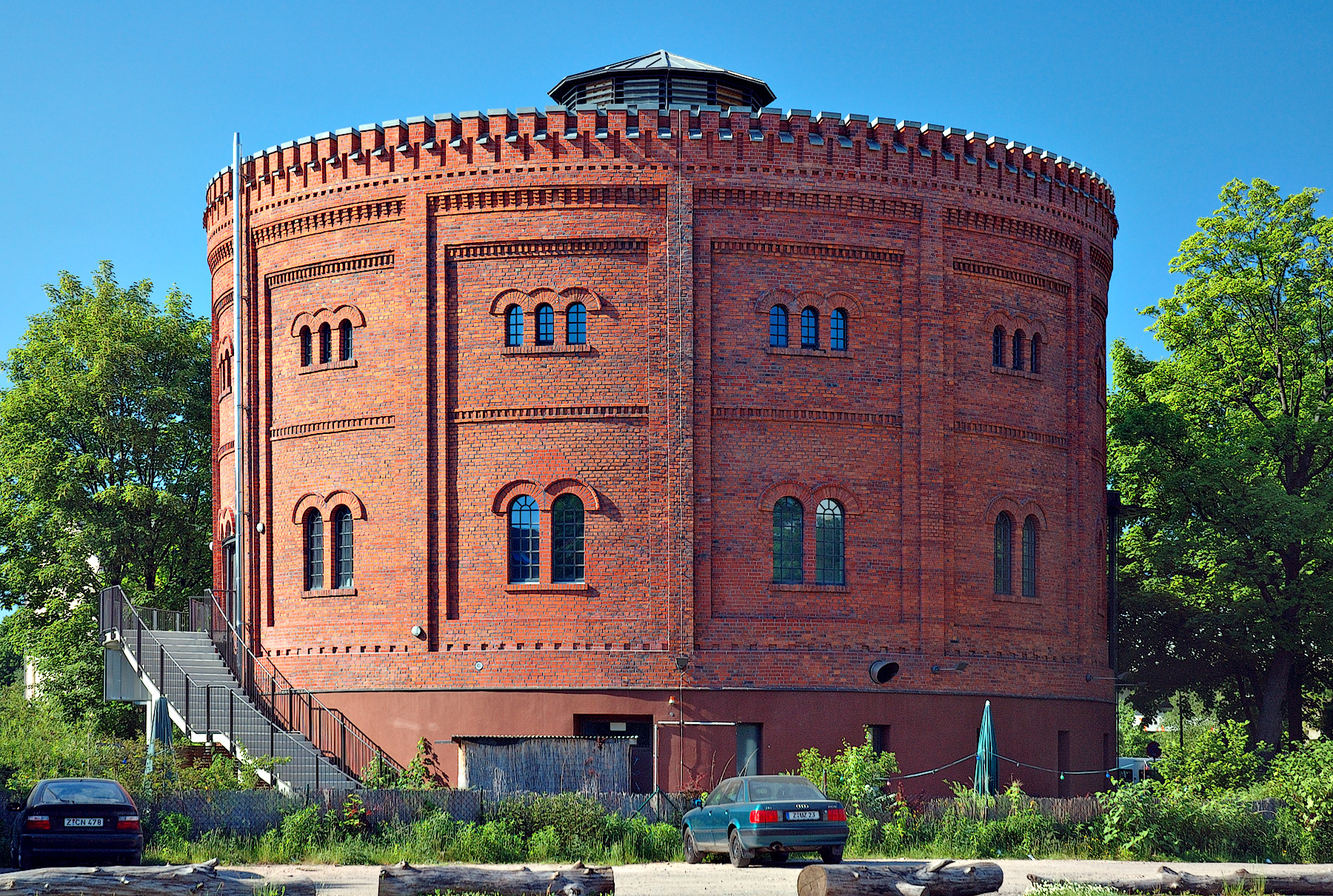
Gasklocka används för att förvara stora mängder gasbränsle.

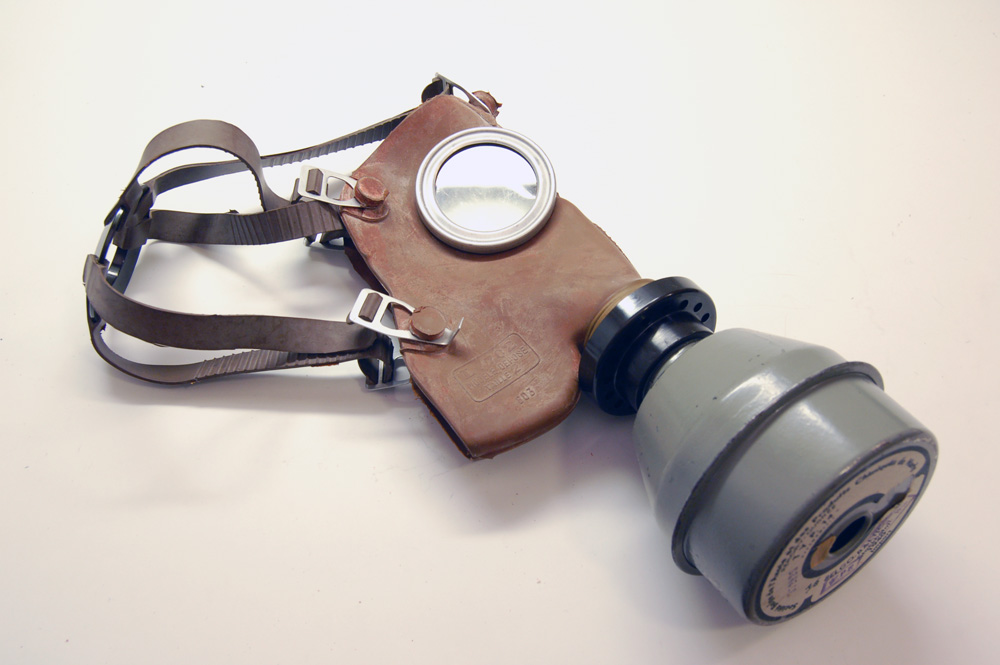
Många gaser är giftiga. Skyddsmask kan ge ett visst skydd.

Gas är ett av de fyra huvudsakliga aggregationstillstånd materia kan befinna sig i. I en gas rör sig var och en av de ingående molekylerna (och i vissa fall atomer) helt oberoende av de övriga. Ett ämne går vanligtvis från fast till flytande till gas och sedan vidare till plasma när temperaturen ökar. I vissa fall kan dock ett ämne gå direkt från fast till gasfas; detta kallas sublimation. Ett ämne i gasform upptar inte en bestämd volym, utan expanderar (utvidgar sig) tills det fyllt tillgängligt utrymme. 
Begreppet "gas" används i fysiken även om en mängd partiklar som rör sig och endast växelverkar svagt med varandra, till exempel elektroner i en metallkropp eller fotoner i ett hålrum.

## Etymologi
Ordet "gas" föreslogs troligen på 1600-talet av kemisten Johann Baptist van Helmont som en fonetisk stavning av det holländska uttalet av det grekiska ordet "kaos".

## Fysik

### Klassiska gaser
Partiklarna i gaser interagerar endast slumpmässigt genom relativt sällsynta kollisioner. Partiklarna rör sig i slumpmässig riktning med hög hastighet. Fördelningen av hastigheter är slumpmässigt fördelad efter Maxwell-Boltzmannfördelningen. Gasfasen är därför ett helt oordnat tillstånd. På grund av termodynamikens andra huvudsats kommer gaspartiklar omedelbart diffundera för att homogent fylla det utrymme som ges dem, oberoende av form eller volym.
En gas termodynamiska tillstånd beskrivs av dess volym, temperatur – som ges av medelvärdet av den kinetiska energin – samt trycket, vilket är ett mått på den genomsnittliga kraft som utövas då partiklarna kolliderar med en yta. Dessa storheter relateras genom gaslagar. Den mest använda av dessa är allmänna gaslagen för ideala klassiska gaser, som säger att dessa har en temperatur som är proportionell mot produkten av trycket och volymen.
Liksom vätskor och plasman är gaser fluider, med förmågan att flöda och avsaknad av tendenser att återgå till dess tidigare tillstånd efter deformation. De har dock viskositet, även om de till skillnad mot vätskor inte tar upp en fix volym utan fyller upp den behållare de placeras i. Den kinetiska energin per molekyl är större än för de fasta och flytande faserna, men lägre än för plasma. På grund av detta tenderar gasmolekyler att studsa mot ytan på de kärl de innesluts i samt mot varandra. Det är en vanlig missuppfattning att tro att dessa kollisioner är nödvändiga för att förklara tryck, när det i själva verket räcker med hastighetsfördelningen. Kollisionerna är i själva verket bara nödvändiga för att definiera Maxwell-Boltzmannfördelningen.
Gaspartiklar är vanligen väl separerade, till skillnad från vätskepartiklar. En större partikel (som till exempel flygande damm) i en gas rör sig med Brownsk rörelse. Då nuvarande teknologi knappt (eller inte alls) kan observera individuella gaspartiklar kan bara teoretiska beräkningar ge förslag på hur de kan tänkas röra sig, även om det inte är via brownsk rörelse, då sådan bygger på ett jämnt motstånd på grund av friktion mot gaspartiklarna med vissa mer våldsamma kollisioner. En makroskopisk partikel (som vanligen består av flera miljoner eller miljarder atomer) har därför en "taggig" rörelse, även om den är långt från lika taggig som en individuell gaspartikels.

## Kemi
Inom kemin används symbolen (g) för att ange att ett ämne är i gasform. Tecknet sätts i samma teckengrad, i rak stil, tätt intill det ämne eller förening det tillhör: NH3(g) eller H2O(g).

## Gas-ord
- biogas
- fordonsgas
- fossilgas
- gasbehållare (se Wikitionary)
- gasflaska
- gasklocka
- gastub (se Wikitionary, anges Synonymer: gasflaska)
- gasverk
- ideal gas
- lustgas
- motorgas
- naturgas
- stadsgas
- stridsgas
- sumpgas

## Gaslagar
- Boyles lag
- Daltons lag
- Van der Waals lag
- Redlich-Kwongs ekvation
- Peng-Robinsons ekvation
- Lagen om korresponderande tillstånd